# Ниедре, Янис Янович
Янис Янович Ниедре (латыш. Jānis Niedre; 24 мая 1909, Тихвин — 8 декабря 1987) — латышский советский писатель, литературовед, этнограф, фольклорист. Заслуженный деятель культуры Латвийской ССР (1959). Государственный и общественный деятель. Член Президиума Верховного Совета Латвийской ССР (1940—1947).

## Биография
Из крестьян. В 1927 году переехал в Ригу, где работал библиотекарем в Латвийском государственном историческом музее. Был сотрудником Молодежного объединения трудящихся «Трудовая молодежь» (1928), Латвийской социал-демократической рабочей партии (1929). Образование получил в Латвийском университете и Рижском коммерческом институте (1931—1933). В 1934 году после государственного переворота, совершённого Улманисом, вступил в нелегальную Коммунистическую партию Латвии. При буржуазном режиме подвергался тюремному заключению, около 3-х лет провёл в заключении, написал об этом книгу рассказов «В камерах пяти корпусов» (1941).
После ввода советских войск в Латвию был назначен руководителем департамента печати. После его упразднения с 9 августа по 1 сентября 1940 года возглавлял отдел латвийской литературы, позже ответственный за цензуру прессы. Впоследствии был назначен на должность Председателя правления госснабжения и полиграфической промышленности. Член оргкомитета по созданию Союза писателей Латвийской ССР.
В 1940 году — член Народного Сейма Латвии. В 1940—1941 годах — депутат Верховного Совета Латвийской ССР от Латгальского избирательного округа.
В 1941—1957 гг. был первым секретарём правления Союза писателей Латвии.
После начала Великой Отечественной войны находился в эвакуации в России. После окончания войны защитил степень доктора филологических наук (1948).

## Творчество
Печатался с 1927 года. За опубликованное произведение «Ķeceris Latgale» (1932) и несколько других книг, в 1933 году получил премию за научную работу в области этнографии.
Трилогия «Село Пушканы» (т. 1-3, 1941—1961) отражает революционную борьбу в досоветской Латгалии. В 1959 г. опубликовал роман «Вешние воды» (рус. пер. 1960), в 1966 — «За окном растёт репейник». Жизни латышского революционера П. И. Стучки посвящены романы «Каждому своё счастье» (1968, рус. пер. 1970) и «Островок в бушующем океане» (1970, рус. пер. 1972).
Автор трудов «Латышский фольклор» (1948) и «Латышская литература» (т. 1-2, 1952—1953), а также ряда биографических и исторических романов.
Награжден 3 орденами, а также медалями СССР.

## Избранные произведения
- Latviešu pasakas. izlase J. Niedres sakārtojumā un apdarinājumā. Rīga: Latvijas Valsts izdevniecība, 1946.
- Latviešu sakāmvārdi un parunas. Rīga: Latvijas valsts izdevniecība, 1955.
- Diena dienu māca; no atmiņu grāmatas. Rīga: Liesma, 1965.
- Tai rītā mazā gaismiņā
- Un vēji triec nodegu pelnus…
- Saliņa bangojošā okeānā. Rīga: Izdevniecība «Liesma», 1970.
- Я вернусь. Москва: Советский писатель, 1974.
- Viņš izgāja rītausmā. Rīga: «Liesma», 1986.